# 캉브레 동맹 전쟁
캉브레 동맹 전쟁(Guerre de la Ligue de Cambrai, Guerra della Lega di Cambrai)은 1494년부터 시작되어 1559년까지 65년간 지속되었던 이탈리아 대전쟁 중에서 제3차 이탈리아 전쟁으로 분류되며, 신성 동맹 전쟁과 다른 이름으로도 알려져있다. 1508년부터 1516년 사이에 벌어진 이 전쟁의 주요 참전국으로는 교황령, 베네치아 공화국, 프랑스이며, 스페인, 신성 로마 제국, 피렌체 공화국, 페라라 공국, 밀라노 공국, 잉글랜드, 스코틀랜드, 스위스 용병을 포함한 인접 서유럽의 강국들도 자주 참전했다.
이탈리아 북부에서 베네치아의 영향력을 억제하려던 교황 율리오 2세는 그와 프랑스의 루이 12세, 아라곤의 페르난도 2세, 신성 로마 제국 황제 막시밀리안 1세로 구성된 반-베네치아 동맹 세력인 캉브레 동맹을 조직한다. 동맹이 초기에 성공을 거뒀으나, 율리오 2세와 루이 12세 사이의 분쟁은 1510년 동맹 해체를 야기했고, 율리오 2세는 프랑스에 맞서 베네치아와 동맹을 맺는다.
베네치아-교황령 동맹은 마침내 신성 동맹으로 확장되었고 1512년에는 프랑스를 이탈리아에서 몰아냈지만, 전리품 분배에 대한 불화로 베네치아가 동맹을 깨고 프랑스와 연합하게 되었다. 루이 12세의 뒤를 이어받은 프랑수아 1세의 프랑스군은 베네치아와 연합한후 1515년 마리냐노 전투에서 승리하면서, 상실했던 영토를 되찾았다. 참전국들은 각각 볼로냐, 누아용, 브뤼셀 강화 조약을 체결한후 전쟁은 종결되었다.

## 서막

이탈리아 지도 (1494년)

제1차 이탈리아 전쟁의 여파 속에 프랑스의 도움으로 교황 알렉산데르 6세는 로마냐를 점거하면서 중부 이탈리아에 대한 교황령의 지배권을 굳혔다. 교황군의 곤팔로니에르로 활동하던 체사레 보르자가 볼로냐의 통치가문인 벤티볼리오 가(家)를 추방시켰고, 1503년 8월 18일 알렉산데르 6세가 사망한 후에는 볼로냐를 영구적인 보르자 가문의 영지로 만들어 나갔다.
비록 체사레가 교황이 남긴 재산들을 손에 넣기는 하였지만, 콘클라베에 영향력을 행사하기 위해 몰려드는 프랑스와 스페인 군대로부터 로마를 사수하지는 못했다. 선출된 교황 비오 3세(26일만에 사망하여 교황 율리오 2세가 즉위함)는 체사레가 가진 그의 직위를 없앴고 일개 부대 지휘관으로 강등시켰다. 재산을 몰수당했던 로마냐 지역의 영주들은 체사레의 힘이 약화된 것을 감지한 후 그들의 재산을 되찾는 데 도움을 받는 대가로 베네치아의 종속국이 되겠다는 제안했다. 베네치아 의회는 이를 받아들였고 1503년 말에 리미니, 파엔차 외 몇 개 도시들을 차지했다.
체사레를 체포하여 감금하면서 교황군에 대한 통제권을 지키던 율리오 2세는 점거한 도시들의 반환을 베네치아에게 요구하며 로마냐에 대한 교황령의 지배권을 다시 세우기 위해 처음에는 볼로냐, 후에는 라벤나로 거쳐를 옮겼다. 교황령의 주권이 아드리아해를 따라 있는 항구 도시들에 인정됨을 알고 있었고 율리오 2세에게 연간 비용을 지불하고자 했었지만, 베네치아 공화국은 이 도시들을 포기하지 않았다.
이에 대해 교황 율리오 2세는 프랑스, 신성 로마 제국과 동맹을 맺은후 베네치아를 압박하였다. 카스티야의 이사벨 1세 사망과 각 동맹 세력간의 관계가 붕괴되며 동맹이 이내 해체되기는 했지만, 동맹의 압박속에 베네치아가 일부 도시들을 포기했다. 결과에 대해 만족스럽지는 못한 교황은 1506년 군대를 직접 이끌고 참전하여 볼로냐와 페루자를 정복했다. 이 두지역은 그동안 교황령과 베네치아 사이에서 준 독립 상태에 있었다. 볼로냐를 정복한 교황은 통치자였던 벤티볼리오 가문의 조반니 2세를 파문하였다. 그리고 볼로냐 정복 기념으로 자신의 청동상 건립을 미켈란젤로에게 제작주문하여 산 페트로니아 성당 정문위에 세웠다.
1507년 율리오 2세는 베네치아가 점령하고 있는 도시들에 대해 반환 요청을 하였으나 베네치아 의회가 이를 거부했다. 그러자 그는 신성 로마 제국 황제 막시밀리안 1세에게 공화국을 공격하도록 유도했다. 1508년 2월, 막시밀리안 1세는 황제 대관식을 치르기 위해 로마로 간다는 핑계를 삼아 많은 군대를 이끌고 베네치아 영토에 진입하여 비첸차로 향했으나, 바르톨로메오 달비아노가 이끄는 베네치아군에 격퇴당한다. 2주 뒤 티롤군의 2차 공격은 심지어 완전히 실패했고, 달비아노는 황제군을 격퇴시켰을 뿐만 아니라, 트리에스테와 피우메를 점령하며 막시밀리안 1세에게 베네치아와 강화를 맺도록 했다.

## 캉브레 동맹

### 동맹의 결성 (1508년 12월)
황제의 시도가 실패로 끝나자 교황 율리오 2세는 프랑스 루이 12세에게 동맹을 제의했다. 당시 루이 12세는 제2차 이탈리아 전쟁 이후 얻은 밀라노 외에 이탈리아에서의 영토 확장에 관심을 두고 있었다. 3월 중순에 베네치아는 공석이던 비첸차 주교에 자국 인사를 임명하였는데, 이는 관례적으로 허용되는 행위였음에도 불구하고 교황은 이를 자신에 대한 도전이라고 여기며 베네치아에 대한 공격의 구실로 삼았다.
교황은 기독교 국가들을 향해 베네치아 정벌을 위한 원정에 동참할 것을 호소했다. 1508년 12월 10일, 교황령, 프랑스, 아라곤, 신성로마제국은 캉브레 동맹을 체결하였으며 베네치아를 정복한 후 그 점령지에 대해서는 동맹국들간에 분할하기로 합의하였다. 막시밀리안 1세는 이스트리아와 베로나, 비첸차, 파도바, 프리울리를, 프랑스는 브레시아, 크레마, 베르가모, 크레모나를, 페르난도 2세는 오트란토를 차지하기로 했고, 리미니와 라벤나를 포함한 나머지 영역은 교황령에 합병하기로 하였다.

### 아냐델로 전투 (1509년 5월)
1509년 4월 15일, 루이 12세는 밀라노를 떠나 프랑스군을 이끌고 베네치아로 향했다. 이에 맞서 베네치아는 오르시니 가문의 친척들(바르톨로메오 달비아노와 니콜로 디 피틸리아노)이 이끄는 용병부대를 고용했으나 전략에 대한 불협화음으로 인해 초기대응에 실패했다. 그 결과로 루이 12세는 5월초에 아다강을 건널수 있었다. 달비아노의 군대는 루이 12세를 맞서러 갔고, 전면전은 불리하다고 판단한 피틸리아노의 군대는 남쪽으로 이동했다. 5월 14일, 달비아노는 아냐델로 전투에서 프랑스군과 격돌했으나 전멸하고 말았다. 달비아노의 패배 소식을 접한 피틸리아노의 용병들이 대거 탈영하자 피틸리아노는 후퇴할 수밖에 없었다. (자세한것은 아냐델로 전투 참고요망)
베네치아 군이 붕괴되면서 그동안 베네치아가 점령했던 이탈리아 북부 지역의 모든 영토는 빼았겼다. 루이 12세는 가장 동쪽인 브레시아까지 별다른 저항 없이 베네치아의 영토를 차지했다. 프랑스군에 점령되지 않은 주요 도시들(파도바, 베로나, 비첸차)은 피틸리아노의 철수로 무방비 상태에 놓이며, 베네토에 도착한 막시밀리안 1세의 군대에게 포위되었다. 한편 율리오 2세는 베네치아의 모든 시민들에게 파문을 선언하였고, 로마냐 지역을 침공하였다. 교황은 페라라 공작(알폰소 1세 데스테)의 도움으로 라벤나를 점령했고, 페라라 공작은 폴레시네를 차지했다.
아냐델로 전투에서 베네치아가 패배하며 세력이 급속히 약해지자 든든한 우방을 잃어버린 피사 공화국은 1509년 6월 피렌체에 항복을 할 수밖에 없었다. 1494년에 프랑스 샤를 8세의 이탈리아 원정 때 피렌체로부터 독립하였으나 16세기 초부터 다시 시작된 피렌체와 전쟁에서 더 이상 베네치아의 지원을 기대할 수 없는 상황이 되어버렸기 때문이다. (피렌체는 캉브레 동맹전쟁에서 중립을 고수하고 있었다.)

### 파도바 공성전 (1509년 9월)
황제가 임명한 새로운 총독들은 민심을 얻지 못하였으며 7월 중순경 파도바에서는 시민들이 안드레아 그리티가 이끄는 베네치아 기병대를 도움을 받아 반란을 일으켰다. 파도바의 란츠크네히트 수비대는 반란을 진압하기에는 숫자가 너무나 적었고, 파도바는 1509년 7월 17일 베네치아의 소유로 다시 돌아왔다. 8월 초에 프랑스, 스페인과 연합한 황제군이 트렌트에서 베네토로 향했다. 파도바 공성전이 1509년 9월 15일에 시작되었고, 프랑스와 황제군은 공성 병기를 이용하여 파도바 성벽을 붕괴시키기는 했으나, 수비군의 강한 저항에 부딪쳤다. 도시 장악에 실패한 황제군은 9월 30일에 티롤로 철수하였다.

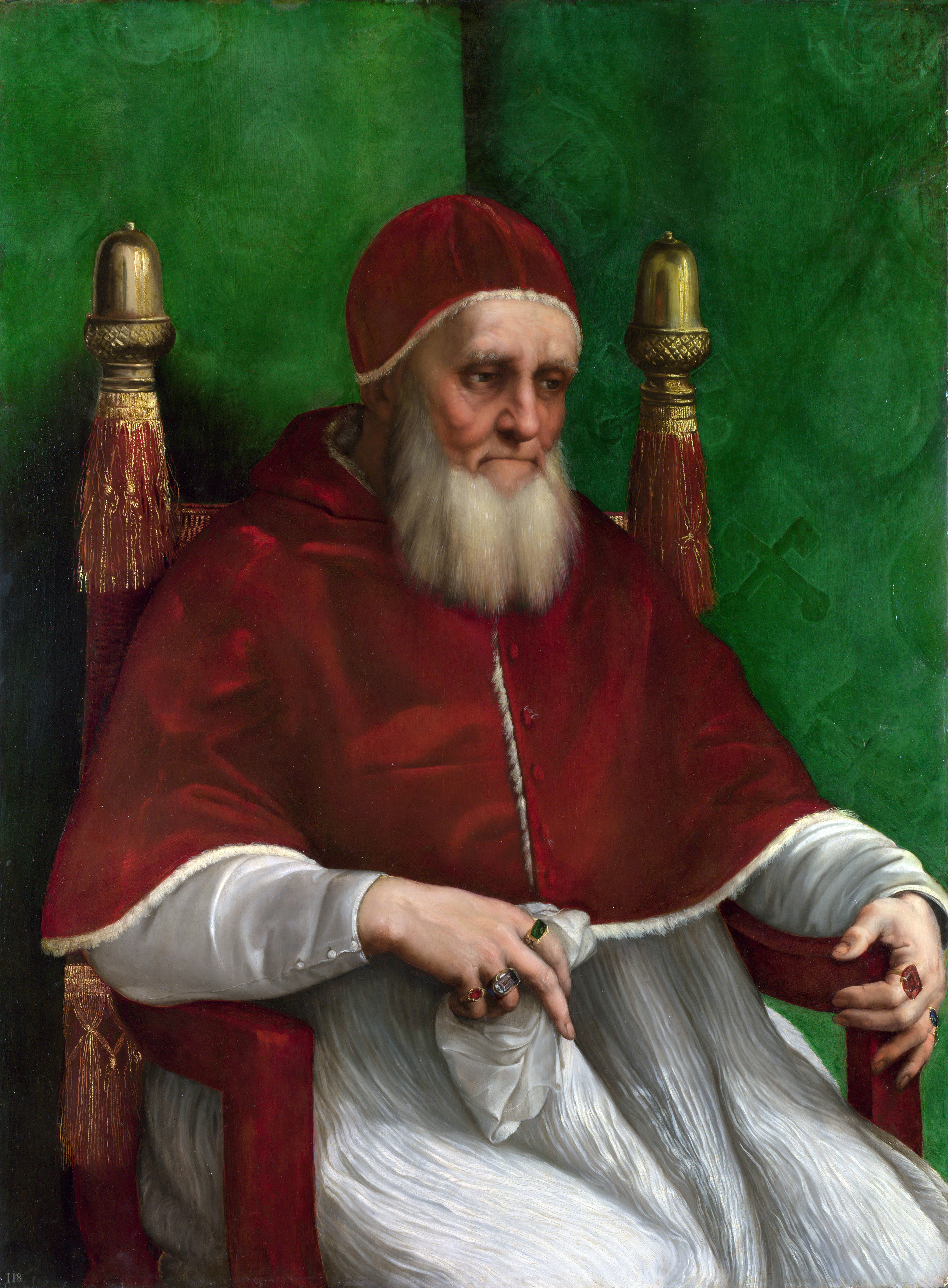
라파엘로가 그린 교황 율리오 2세 (목제에 유화로 그림, 1511년 경 작).

### 베네치아의 반격 (1509년 11월)
11월 중순에 베네치아의 피틸리아노는 공세로 바꾸어, 잔여 황제군들을 쉽게 격퇴시켰고 비첸차, 에스테, 펠트레, 벨루노를 탈환했다. 이후 벌어진 베로나 공격이 실패했음에도, 피틸리아노는 프란체스코 2세 곤차가가 이끄는 교황군을 전멸시켰다. 그러나 새로운 프랑스군의 진격으로 피틸리아노는 다시 파도바로 철수할 수밖에 없었다. 안젤로 트레비산이 이끄는 베네치아 갤리선 함대가 강을 따라 페라라를 공격한 폴레셀라 전투(12월 22일)는 포강에 닻을 내린 베네치아 함선들이 페라라 공성 무기에 침몰당하며 실패하고 말았다.

### 교황과 화해하는 베네치아 (1510년 2월)
병력과 자금난에 봉착한 베네치아 의회는 교황 율리오 2세와 협상을 시도했다. 교황은 다소 지나친 요구를 하였는데, 교황의 요구한 것들은 베네치아내의 성직자 임명권, 베네치아내 교황령 사람에 대한 사법권 포기, 전쟁을 촉발한 로마냐 도시들의 반환, 전쟁배상금 등이었다. 의회는 두 달 동안 격론을 벌였지만, 결국 1510년 2월 24일 교황의 요구를 수용하였다.
베네치아가 교황과 화해를 하였지만 3월에 베네토로 진격해오는 프랑스군을 저지할 수는 없었다. 1월에 피틸리아노의 사망으로 안드레아 그리티 지휘하의 베네치아군만 남게 되었다. 막시말리안 1세는 프랑스 군을 지원하지 못했지만, 프랑스군은 그럼에도 5월에 베네치아를 비첸차에서 몰아냈다. 그리티는 황제-프랑스 연합군이 파도바를 공격할거라 예상하고 이에 대비했지만 루이 12세는 그의 고문이었던 당부아즈 추기경이 사망하자 파도바 공격 계획을 포기했다.

## 베네치아-교황령 동맹

#### 동맹의 결성 (1510년)
교황은 오스만제국과 전쟁이 벌어질 경우에 요긴하게 이용할 만한 가치가 있는 베네치아가 지나치게 약해지는 것을 바라지 않았다. 오히려 베네치아의 세력을 약화시키는 동안에 이탈리아 북부 밀라노를 차지하고 있던 프랑스 세력이 커져가자 이를 심각한 위험 요소로 판단했다. 그래서 베네치아와 새로운 동맹을 체결한 후 프랑스를 이탈리아 반도에서 몰아내고자 하였다. 교황은 스위스 용병을 고용하여 밀라노를 점령한 프랑스군을 공격하게 하였고 프랑스의 동맹인 페라라 공국을 침공하여 교황령에 편입하려고 시도하였다.

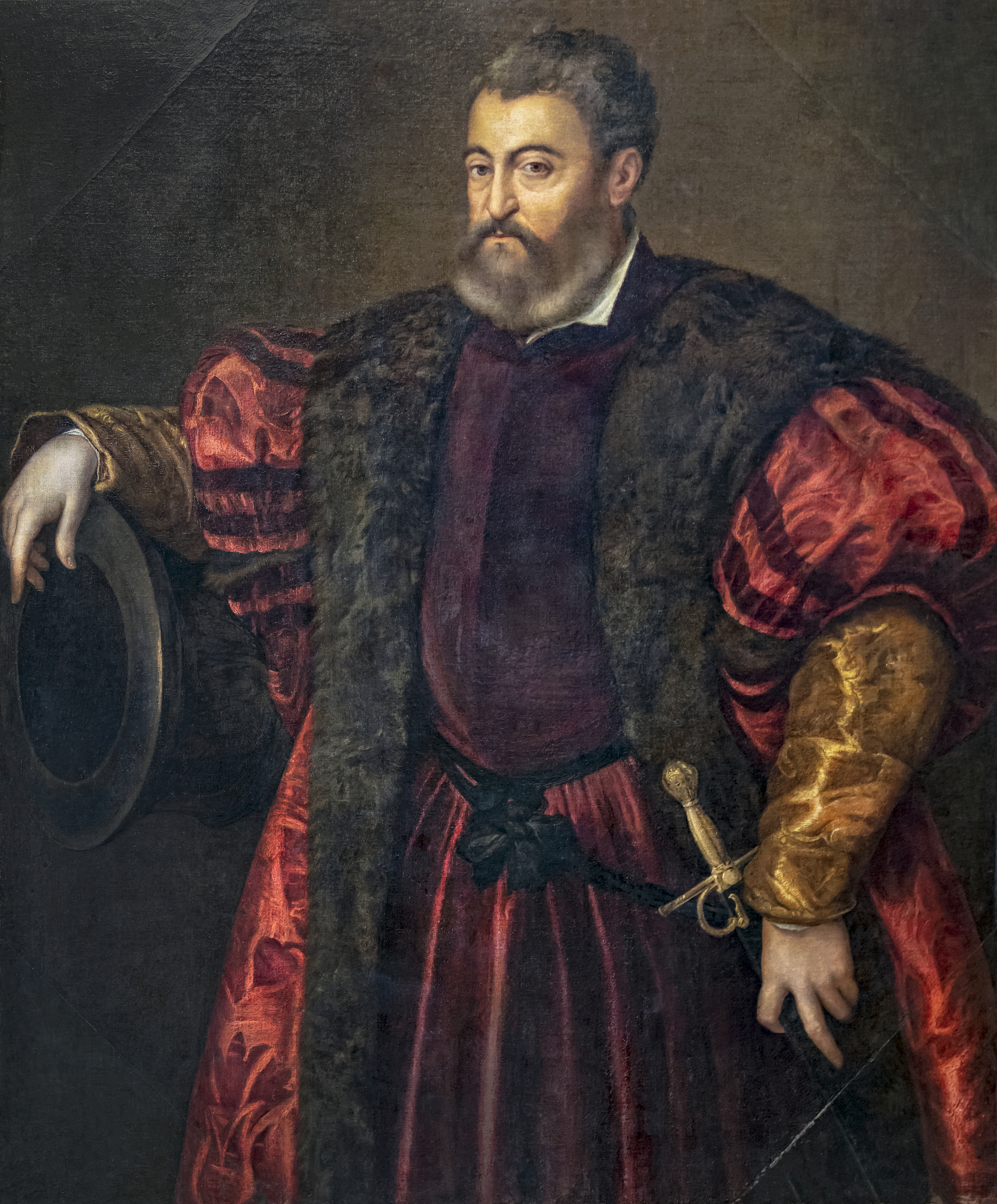
율리오 2세에게 파문당한 페라라 공작 알폰소 1세 데스테, 그는 교황군에 수차례 패배를 가했다.

#### 프랑스군에 대한 공격 (1510년 7월)
1510년 7월, 새로운 베네치아-교황령 동맹군은 공세적이었다. 프랑스가 점령한 제노바 공격에는 실패하였지만; 루체 말베초 지휘하의 베네치아군은 마침내 8월초 비첸차에서 프랑스군을 몰아냈다. 우르비노 공작이 이끄는 교황군과 합류하여 8월 17일 모데나를 점령했다. 율리오 2세는 알폰소 1세 데스테를 파문하여 페라라 공국에 대한 공격을 정당화하였다.
또한 프랑스에 대해서도 성무 정지 조치를 내렸다. 프랑스 루이 12세는 이에 대해 즉각적으로 반발하며 1510년 9월, 투르에서 시노드(지역 공의회)를 개최하여 반역을 꾀하는 추기경들과 교황에 대한 순명 거부를 결의하였고 교황 폐위를 안건으로 하는 피사 공의회를 1511년 9월에 개최하기로 선포하였다.

#### 프랑스의 반격 (1510년 10월)
그런데 프랑스 군대(지휘관 샤를 2세 담부아즈)가 남하하여 10월 18일에 볼로냐로부터 몇 마일 떨어지지 않은 곳에 도착하는 일이 벌어졌다. 롬바르디아로 진군했던 스위스 용병들은 루이 12세에게 매수되어 프랑스군의 이동을 방해하지 않았기 때문이다. 교황에게는 소수의 베네치아 기병대밖에 없었기 때문에 매우 당황스러운 상황이였다. 설상가상으로 볼로냐 지역의 거주민들은 교황에 대해 매우 적대적이었으며 오히려 프랑스군에게 우호적이었다. 다행히도 샤를 2세 당부아즈는 교황을 공격해서는 안 된다는 잉글랜드 특사의 설득에 따라 프랑스 군대를 이끌고 페라라로 퇴각하였다. 아무튼 교황은 이일로 인해 샤를 2세 당부아즈를 파문하였다.

#### 미란돌라 공성전(1510년 12월)
12월, 새롭게 소집된 교황군은 콘코르디아를 점령했고, 미란돌라를 포위하기도 했다. 샤를 2세 당부아즈가 미란돌라를 지원하러 왔으나 병에 걸려 사망하였고 프랑스군은 잠시 혼란에 빠지기도 했다. 교황이 직접 공격 지휘를 내리며 1511년 1월 미란돌라는 함락됐지만, 당부아즈를 대신한 잔 자코모 트리불치오는 콘코르디아와 카스텔프란코를 지켰다. 반면 교황군은 카살레키오로 퇴각했다. (미란돌라 공선전 참조)

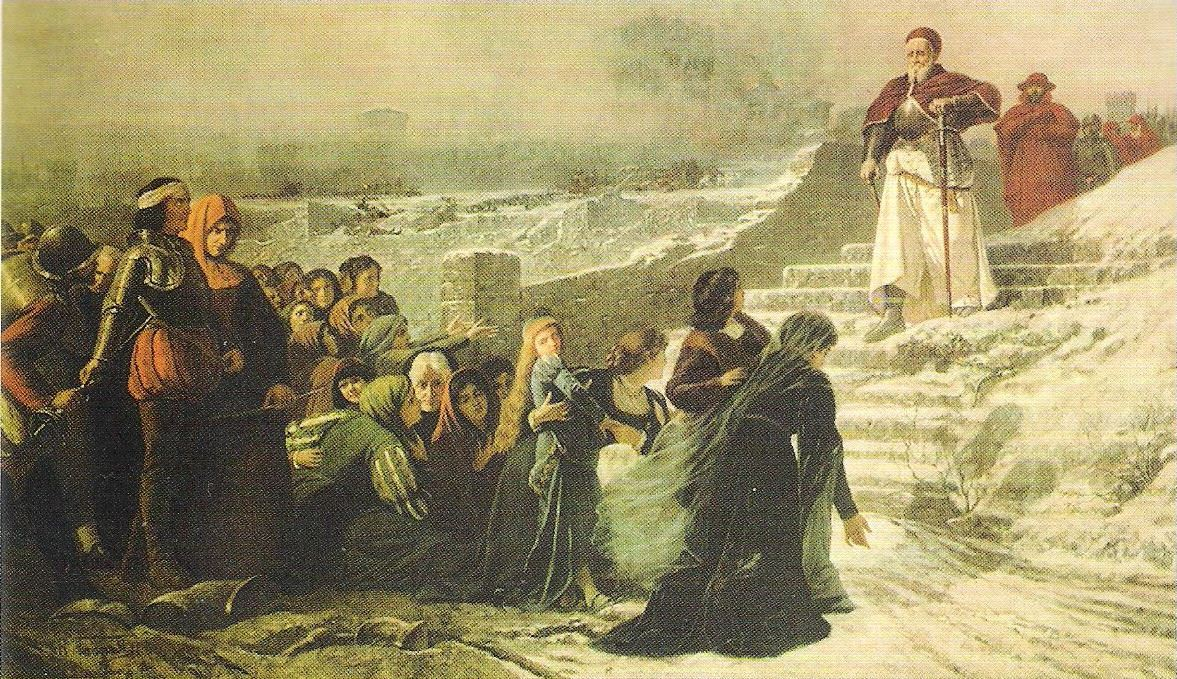
《점령된 미란돌라 성벽 위의 교황 율리오 2세》 (캔버스에 유화로 그린 라파엘로 탄크레디의 1890년 작품 (미란돌라 시청)

#### 볼로냐 시민반란 (1511년 5월)
그동안 알폰소 데스테(페라라 공작)는 포강에서 베네치아군과 정면으로 맞딱드려 괴멸시키며, 다시 한번 볼로냐를 고립시켰다. 프랑스군에게 볼로냐가 포위될 것을 우려한 율리오 2세는 5월에 라벤나로 거처를 옮겼다. 볼로냐의 수비는 추기경 프란체스코 알리도시에게 맡겼다. 그러나 알리도시 추기경은 율리오 2세보다도 볼로냐인들에게 호감을 얻지 못하고 있었다. 그는 공금횡령과 반역죄로 2차례에 걸쳐 고소당한 적이 있으나 교황이 개입하여 무죄선고를 내리자 볼로냐 시민들은 이에 대해 불만이 가득했다. 또한 1506년에 벤티볼리오 가문의 조반니 2세가 파문당한 후 파견된 교황 대표단은 악정을 일삼았다.
교황이 볼로냐를 떠나자 교회세력을 반대하고 볼로냐의 통치가문인 벤티볼리오 가문을 지지하는 시민들이 반란을 일으켰다. 성난 시민들은 산 페트로니아 성당 정문 위에 위치한 거대한 교황 동상(미켈란젤로의 작품)을 쓰러뜨려 때려 부수기도 했다. 볼로냐의 책임자였던 알리도시 추기경은 반란을 진압하지 못하고 야반도주를 했고 우르비노 공작도 볼로냐를 탈출하였다. 1511년 5월 23일에 프랑스군이 볼로냐에 다다르자 볼로냐인들은 항복했다.
이 사건에 대해 교황은 책임을 우르비노 공작에게 돌리며 심하게 책망하였다. 이에 격분한 우르비노 공작은 알리도시 추기경을 백주대낮에 대로변에서 죽여버렸다. 한편 캉브레 동맹 전쟁 내내 정치적인 중립을 고수하던 피렌체는 프랑스군이 볼로냐를 정복하면서 유리한 고지에 오르자 어쩔수없이 루이 12세가 요청한 피사 공의회 개최를 수용하였다. 이 소식을 접한 교황 율리오 2세는 분노하며 피렌체에 대해 성무정지를 명하고 추후 응징할 것을 결심한다.

## 신성 동맹

#### 동맹의 결성 (1511년 11월)
1511년에 로마냐의 대부분이 프랑스의 손에 떨어졌다. 체계적이지 못하고 용병료도 체불된 교황군은 라벤나로 진격해오는 프랑스군(지휘관 잔 자코모)을 막기에는 버거웠다. 이런 사태에 타개하기 위해서, 교황 율리오 2세는 프랑스에 맞서는 신성동맹을 선언하였다. 1511년 11월 17일에 결성된 새로운 동맹에는 스페인, 신성로마제국, 베네치아, 잉글랜드가 합류하였다. 잉글랜드의 헨리 8세는 프랑스 북부지역에서 영토를 확장하려고 참여했다.(잉글랜드의 활약은 스퍼스 전투 참고)

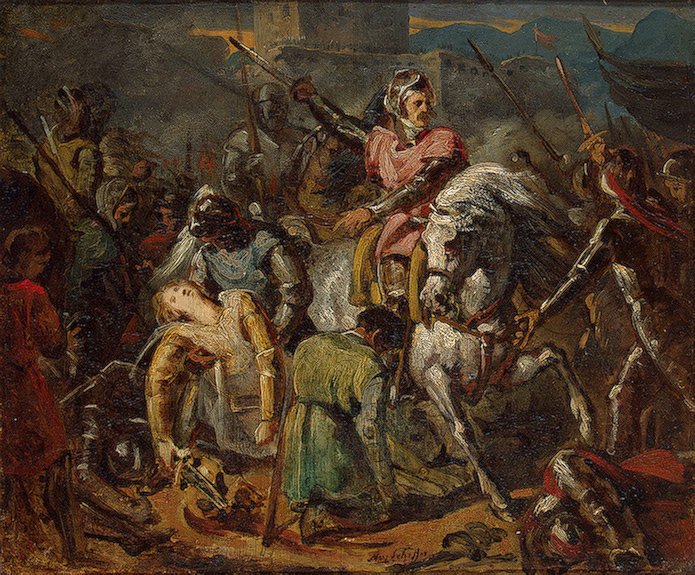
라벤나 전투 동안의 가스통 드 푸아의 죽음은 프랑스에게 긴 기간의 패배를 예고했다.

#### 라벤나 전투 (1512년 4월)
1512년 2월에 루이 12세는 조카 가스통 드 푸아에게 이탈리아 주둔 프랑스군의 지휘를 맡겼다. 23세의 용장 가스통 드 푸아는 매우 유능한 지휘관이었다. 드 푸아는 볼로냐에 라몬 데 카르도나가 이끄는 스페인군이 진격해 있는 것을 확인한 후, 롬바르디아로 돌아가 브레시아 지역의 반란을 진압하였다. 프랑스는 잉글랜드의 침공이 임박했음을 감지하고 잉글랜드군이 동맹에 합류하기 전에, 신성동맹의 주 병력을 격파하고자 했다.
그래서 3월 말에 드 푸아와 알폰소 데스테(페라라 공작)는 교황군이 지키고 있는 라벤나를 공격하러 군사를 이동했다. 카르도나가 이끄는 스페인군은 4월 초에 라벤나를 구원하기 위해 진격했으나, 부활절에 벌어진 라벤나 전투에서 패배했다. 전투 중에 가스통 드 푸아가 사망하여 지휘권은 자크 드 라 팔리스가 이어받았고 그의 명령하에 프랑스 군인들은 라벤나를 약탈하였다.

#### 밀라노에서 퇴각하는 프랑스 (1512년 5월)
1512년 5월, 프랑스군의 상황은 매우 안좋아 졌다. 유능했던 가스통의 죽음은 프랑스군 전체의 사기를 크게 떨어뜨렸고 크나 큰 전력 손실을 가져왔다. 그만큼 가스통은 훌륭한 명장이었고 프랑스군에게는 뼈아픈 손실이었다. 아울러 군축물자가 바닥을 드러냈다. 이런 상황에 교황 율리오 2세가 고용한 스위스 용병들이 밀라노를 공격해왔다. 프랑스군은 스위스의 공격을 막기 위해서 롬바르디아로 퇴각하며 로마냐를 포기했다. 그러자 우르비노 공작이 볼로냐와 파르마를 빠르게 점령하였다. 8월에 스위스 용병과 베네치아가 합세하여 밀라노에서 프랑스군을 몰아내고 마시밀리아노 스포르차를 밀라노공작으로 추대하였다.

#### 피렌체에 대한 응징 (1512년 8월)
8월 말 동맹국들은 이탈리아의 상황을 논의하기 위해 만토바에서 만났다. 만토바 프랑스에서 획득한 영토 분할 문제를 논의했고 프랑스 루이 12세의 요청으로 소집된 피사 공의회를 허용하여 교황을 분노케 한 피렌체에 대한 응징을 결의했다. 조반니 추기경(훗날 교황 레오 10세)이 이끄는 교황군과 라몬 데 카르도나가 이끄는 스페인군이 1512년 8월 29일에 피렌체 공화국의 프라토(Prato)를 정벌하였다. 스페인군은 프라토를 점령한 후 21일동안 무자비하게 약탈, 파괴, 강간을 자행했는데 사망자가 최대 6,000명이 발생했다고 추정하고 있다. (스페인군은 9월 19일에 퇴각함)
프라토를 정벌한 후 잔인하게 이 지역을 약탈한 이유는 수도 피렌체 시민들에게 공포심을 안겨주어 항복을 유도하기 위한 것이였다. 프라토는 수도 피렌체에서 북서쪽으로 약 16km 떨어진 도시로, 프라토 함락 소식을 접한 피렌체의 메디치가(家) 지지자들이 정권퇴진을 요구하는 시위를 벌였다. 시위가 지속되던 중 교황군 지휘관인 조반니 추기경으로부터 항복을 종용하는 서신이 도착하자 피렌체의 수상 소데리니는 사임을 하고 망명을 떠났다. 이로써 1494년에 피렌체에서 추방되었던 메디치 가문은 교황 율리오 2세 덕분에 18년 만에 통치권을 회복하였다.

#### 신성동맹의 분열 (1513년 3월)
정복 지역에 대한 처리 문제만큼은 합의에 이르기 힘들어 동맹간에 불협화음이 발생하였다. 교황 율리오 2세와 베네치아는 스포르차 가문에 의한 밀라노 공국의 통치를 지지했으나 신성로마제국 황제 막시밀리안 1세과 스페인 페르난도 2세는 그들의 친척을 공작으로 세우려했다. 교황은 페라라를 교황령으로 합병시킬 것을 원했으나 페르난도 2세는 교황의 세력을 억제하기 위해서 이를 거부했다. 하지만 가장 큰 문제는 베네치아에 대한 황제 막시밀리안 1세의 태도였다. 황제는 전쟁 중에 차지했던 그 어떤 영토도 내놓기를 거부했다. 협상이 지지부진하게 진행중인 1513년 2월 21일에 교황 율리오 2세가 사망하자 신성동맹은 구심점을 잃고 말았다.
신임 교황 레오 10세와 황제는 마지막 영토 협상에서 베네치아를 협상 테이블에서 제외시키기로 합의했다. 이것에 대해 베네치아가 극렬하게 반대하자, 교황은 캉브레 동맹을 재결성하겠다고 하며 베네치아를 위협했다. 이에 대항해 베네치아는 1513년 3월 23일 루이 12세와 블루아에서 조약을 체결하여 양국이 이탈리아 북부의 영토를 나누어 가지기로 합의하며 동맹을 맺었다.

## 프랑스-베네치아 동맹

#### 노바라 전투 (1513년 6월)
1513년 5월 말, 베네치아군(지휘관 바르톨로메오 달비아노)은 파도바에서 서쪽으로 진군하여 밀라노를 점령한 후 노바라에 남아 있는 스위스군을 포위했다. 프랑스군(지휘관 루이 2세 드 라 트레무아유)이 알프스를 넘어 롬바르디아로 진격했는데 밀라노 공작(마시밀리아노 스포르차)의 권력 장악력이 약했기 때문에 별다른 저항 없이 나아갈 수 있었다. 6월 6일,  노바라 전투에서 스위스군의 공격을 받은 프랑스군은 수적우세에도 불구하고 대패했다. 스위스군은 도망치는 프랑스군을 뒤쫓아 알프스 산맥을 넘어 디종까지 추격하기도 했다.

#### 잉글랜드와 스페인의 활약 (1513년 8월)
노바라 전투의 대패 이후 프랑스 동맹은 계속된 패배를 맛보았다. 헨리 8세가 이끄는 잉글랜드군은 테루안을 포위하였고, 스퍼스 전투(1513년 8월 16일)에서 프랑스군(지휘관 자크 드 라 팔리스)을 격퇴시키고 투르네를 점령했다. 페르난도 2세는 재빠르게 나바라 전역을 점령하였고 잉글랜드를 돕기위해 기옌으로 이동하였다. 스코틀랜드는 루이 12세의 요청으로 잉글랜드를 공격했지만; 1513년 9월 9일 플로든 전투에서 대패하였고 국왕 제임스 4세가 전사하면서 캉브레 동맹전쟁에서 스코틀랜드의 짧은 참전이 끝이 났다.
동맹인 프랑스의 지원을 받지 못한 채 남겨진 베네치아군(지휘관 달비아노)은 카르도나가 이끄는 스페인군의 추격으로 인해 베네토로 퇴각하였다. 스페인군은 완강한 베네치아의 저항에 파도바를 점령할 수 없었다. 9월 말에는 베네치아 영토로 깊숙이 들어가 포격을 가했으나 큰 피해를 입히지 못했고 수송선을 구하지 못하자 롬바르디아로 퇴각해 버렸다. 베네치아가 스페인을 뒤쫓아가 10월 7일 비첸차 외곽에서 양측이 정면으로 부딪쳤으나 베네치아가 대패하고 말았다.(자세한 것은 '라 모타 전투' 참고요망) 스페인과 베네치아는 1513년과 1514년 내내 프리울리에서 소규모 접전을 벌였을 뿐 양쪽 모두 결정적으로 큰 승리를 거두지는 못했다. 헨리 8세 역시 영토획득에 큰 진전이 없자 프랑스와 단독 강화 조약을 체결하고 말았다.

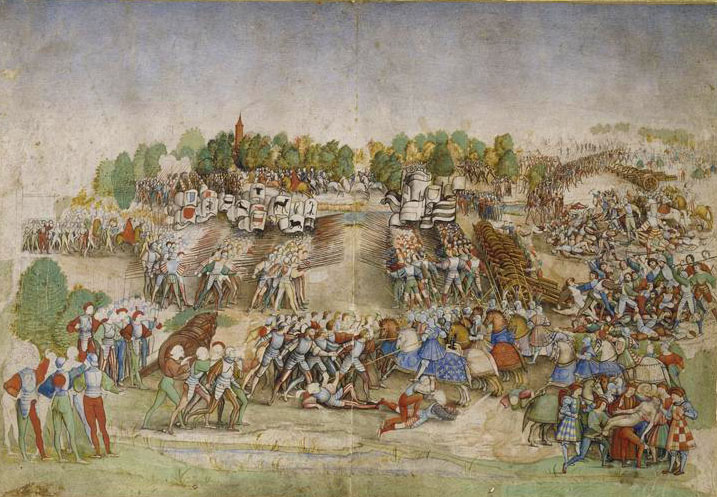
1515년, 프랑스-베네치아 동맹군은 마리냐노 전투에서 신성 동맹에 결정적인 승리를 거둔다.

#### 마리냐노 전투 (1515년 9월)
1515년 1월 1일 루이 12세의 사망으로 프랑수아 1세가 왕위에 올랐다. 대관식에서 자신이 밀라노 공작임을 선포하며 이탈리아내 그의 영지를 되찾기 위해 움직였다. 이에 대해 메디치 가문 출신의 교황 레오 10세는 전쟁을 종식하고 프랑스와 화친하려고 시도했다. 그래서 교황은 그의 동생인 줄리아노(생몰 1479-1516)를 프랑수아 1세의 이모인 필베르타(1498–1524)와 결혼을 추진하였다.
교황 레오 10세(재위 1513~21)는 명목상으로만 교황령에 속해있던 이탈리아 중부의 파르마, 피아첸차, 페라라, 우르비노를 실제 장악하여 이 지역을 아우르는 로마냐 공국을 세운후 자신의 출신 가문인 메디치 가문이 통치하도록 하는 야심을 갖고 있었다. 이를 실현하기 위해서는 종전과 함께 프랑스등 외부 세력이 이탈리아를 간섭하는 일을 배제시켜야 했는데, 프랑스 왕실과 정략결혼을 통해 프랑스를 자신의 편으로 끌어들이고자 했다.
1515년초 줄리아노 데 메디치(교황 레오 10세의 동생)는 교황청의 대표 자격으로 프랑스의 새로운 국왕 프랑수아 1세의 즉위를 축하하기 위해 프랑스로 갔다. 줄리아노를 만난본 프랑수아 1세는 그에 대해 매우 만족스러워 했으며 흔쾌히 자신의 작은 이모와의 결혼에 동의 하였다. 줄리아노와 필베르타의 결혼식은 1515년 2월 22일 프랑스 궁전에서 진행되었고 프랑수아 1세는 이모부가 된 줄리아노를 느무르 공작에 임명하였다.
그러나 이런 교황의 노력은 헛수고가 되어 버렸다. 7월 프랑수아 1세는 도피네에서 군사를 소집했다. 교황령과 스위스 연합군은 알프스를 넘어 오는 주요 길목을 지키고 있었다. 그러나 프랑수아 1세가 이끄는 프랑스 군은 잔 자코모 트리불치오의 조언에 따라 일반적인 행군로를 피하고 대신에 스투라 계곡등 알프스의 험난한 산악지대를 따라 이동하며 길목을 지키거나 매복을 하고 있던 교황령과 스위스 군대을 따돌렸다.
프랑스 선봉 부대는 빌라프란카에서 밀라노 기병대를 급습하여, 프로스페로 콜론나를 사로 잡았다. 한편 프랑수아 1세의 본대는 9월 13일 마리냐노 전투에서 스위스와 맞섰는데, 초반에는 스위스군에게 유리하게 흘러가기도 했으나, 전투의 승리는 프랑스와 베네치아 동맹군에게 돌아갔다. 프랑스의 기병과 포병 전력이 우세했으며, 동맹인 베네치아 군대 역시 이동중에 불필요한 전투를 하지 않기 위해서 스페인군의 주둔지를 우회하여 이동했기 때문에 신속히 행군하여 적시(9월 14일)에 전투현장에 도착하였고 프랑스군을 도울수 있었던것이 승리를 가져다 주었다.

## 종전

### 볼로냐 협약
1515년 마리냐노 전투에서 패배한후, 신성 동맹은 전쟁을 계속할 의지가 없었다. 프랑수아 1세는 10월 4일 밀라노를 점령하고 스포르차가(家)를 몰아냈다. 12월19일에는 교황 레오 10세를 볼로냐에서 만났으며, 교황은 파르마와 피아첸차를 프랑스에, 모데나를 페라라 공작에게 넘겨주었다. 그에 대한 보답으로, 교황 레오 10세는 우르비노 공국에 대한 교황령 군의 공격에 대해 프랑스가 일체 간섭하지 않겠다는 보장받았다. 1516년 8월에는 프랑수아 1세와 카를 5세 사이에 체결된 누아용 조약으로 밀라노에 대한 프랑스 권리와 나폴리에 대한 스페인의 권리를 인정하고, 전쟁에서 스페인이 빠질 것임이 재확인되었다.

### 브뤼셀 조약
막시밀리안 1세는 롬바르디아 침공을 시도했으나 실패하자, 1516년 12월에 그는 프랑수아 1세와 협상에 들어갔다. 브뤼셀 조약으로 프랑스의 밀라노 차지를 인정할 뿐만 아니라, 롬바르디아 지역에 잔여 제국령 영토(크레모나를 제외)에 대한 베네치아의 권리를 인정하였다. 이로써 8년간 이어진 캉브레 동맹전쟁이 완전히 종료되며 서유럽에 평화가 도래하였다. 그러나 이 평화는 5년 밖에 지속되지 않았다. 1519년 카를 5세가 신성 로마제국 황제에 선출되자, 황제 선거에 출마했다가 경쟁자 카를 5세에게 패한 프랑수아 1세가 이것에 대해 앙심을 품고 제4차 이탈리아 전쟁 (1521년-1526년)을 일으켰기 때문이다.

### 우르비노 전쟁
종전되자 교황 레오 10세는 우르비노 공작을 로마로 소환했다. 과거 우르비노 공작이 일리도시 추기경을 살해한 사건등 여러 불미스러운 일들에 대한 해명을 요구했다. 그러나 이는 지극히 형식적인 절차일뿐이었으며 결론은 이미 정해져있었다. 신병확보후 우르비노 공작을 파문하고 퇴위를 시킨후 새로운 우르비노 공작에 자신의 조카 로렌초 2세 데 메디치를 임명하기 위한 목적이었다. 이를 통해 메디치 가문이 다스리는 새로운 로마냐 공국을 이탈리아 중북부 지역에 건설하기 위한 야심을 교황은 가지고 있었다. 이런 교황의 의도를 알고 있었던 우르비노 공작은 교황의 소환에 불응했고 교황은 즉시 그를 파문한후 추방하였다. 1516년 5월, 조카를 보내 우르비노를 접수하였으나 추방 되었던 우르비노 공작이 1517년 1월에 군대를 이끌고와서 우르비노를 무력으로 점령하였다.
교황령군이 우르비노를 공격했으나 번번히 전투에 패배하며 재탈환에 실패했다. 그러나 전비가 고갈되어 계속 용병고용이 어렵게 된 우르비노 공작은 1517년 9월 협상을 요청했고 공작직을 내려놓은후 만토바로 퇴각하는 것으로 8개월간 이어진 전쟁을 마무리하였다. 우르비노 공작위는 교황의 조카인 로렌초 2세가 다시 차지하였으나 1519년 5월 4일에 사망하고 만다. 우르비노 공작위는 로렌초 2세의 딸인 카트린 드 메디시스가 상속하였으나 태어난지 3주된 영아였기 때문에 실질적인 통치는 불가하였다. 교황 레오 10세가 1521년 12월 1일 죽자 만토바에 머물고 있던 프란체스코 마리아 1세 델라 로베레가 우르비노 공작위를 되찾는다.
이 전쟁의 영향으로 프란체스코(우르비노 공작)는 훗날 코냑동맹전쟁(1526~1530)중에 동맹군의 총사령관이였음에도 불구하고 전쟁에 매우 소극적으로 대처하여 1527년 5월 6일에 로마약탈이 벌어지는 원인을 제공한다. 그런 이유는 당시 교황이었던 클레멘스 7세(재위1523~34)가 교황 레오 10세(재위 1513~21)와 같은 피렌체의 메디치 가문 출신이였기 때문이다.
메디치 가문과의 악연으로 인해 교황과 껄끄러운 관계를 유지하고 있었던 그로서는 메디치 가문 출신의 교황이 주도하여 벌어진 코냑동맹전쟁에 적극적으로 임해야 할 이유가 없었다. 또한 전쟁초반기 이미 밀라노와 롬바르디아가 제국군의 수중에 넘어갔고 동맹국이였던 베네치아와 프랑스가 전쟁에 소극적이였으며 교황은 일방적으로 동맹 탈퇴와 재가입을 반복하여 신뢰할 수 없었던 이유도 있었다.

## 참고 자료
- 피에르 구베르. The Course of French History. Translated by Maarten Ultee. New York: Franklin Watts, 1988. ISBN 0-531-15054-2.
- 프란체스코 귀차르디니. The History of Italy. Translated by Sydney Alexander. Princeton: Princeton University Press, 1984. ISBN 0-691-00800-0.
- ———. Storia d'Italia. Edited by Silvana Seidel Menchi. Volume II. Turin: Einaudi, 1971.
- 크리스토퍼 히버트. Florence: The Biography of a City. New York: W. W. Norton & Company, 1993. ISBN 0-393-03563-8.
- Hutchinson, Robert. Young Henry: The Rise of Henry VIII. New York: Thomas Dunne Books, 2012. ISBN 978-1-250-01274-6.
- 헨리 케이먼. Empire: How Spain Became a World Power, 1492–1763. New York: HarperCollins, 2003. ISBN 0-06-019476-6.
- Mallett, Michael and Christine Shaw. The Italian Wars, 1494–1559: War, State and Society in Early Modern Europe. Harlow, England: Pearson Education Limited, 2012. ISBN 978-0-582-05758-6.
- 버나드 로 몽고메리. A History of Warfare. New York: World Publishing Company, 1968. ISBN 0-688-01645-6.
- 존 줄리어스 노리치. A History of Venice. New York: Vintage Books, 1989. ISBN 0-679-72197-5.
- 찰스 오맨. A History of the Art of War in the Sixteenth Century. London: Methuen & Co., 1937.
- Phillips, Charles and Alan Axelrod. Encyclopedia of Wars. 3 vols. New York: Facts on File, 2005. ISBN 0-8160-2851-6.
- 잉그리드 로랜드. "A summer outing in 1510: religion and economics in the papal war with Ferrara". Viator 18 (1987): 347–359.
- Shaw, Christine. Julius II: The Warrior Pope. Oxford: Blackwell Publishers, 1993. ISBN 0-631-16738-2.
- Taylor, Frederick Lewis. The Art of War in Italy, 1494–1529. Westport, Conn.: Greenwood Press, 1973. ISBN 0-8371-5025-6.